# Powiatul Rybnik
Powiatul Rybnik (în poloneză powiat rybnicki) este un powiat suburban din voievodatul Silezia, sudul Poloniei, creat în 1999, ca urmare a reformei administrației publice locale din Polonia. Sediul administrativ este orașul Rybnik, care nu face parte din acest powiat și constituie un powiat separat. Powiatul este alcătuit din trei părți disjuncte, separate de orașul Rybnik. În ultimul deceniu, powiatul Rybnik a experimentat o creștere semnificativă a populației, ca urmare a extinderii urbane a orașelor componente. La recensământul din 2002, populația a fost de 72.926 locuitori, iar la recensământul din 2011, populația a fost de 76.094 locuitori. 

## Istoric
Zona Rybnik s-a aflat sub influența puternică a cistercienilor în Evul Mediu. Primul district Rybnik a fost înființat în 1818 de către regele Prusiei. Acesta a cuprins o zonă vasta, inclusiv actualele powiate Racibórz, Gliwice, Mikołów și Wodzisław, precum și actualelepowiate orășenești Rybnik, Żory și Jastrzębie-Zdrój. În urma Primului Război Mondial și a plebiscitului din Silezia Superioară, cea mai mare parte a zonei a devenit parte a Poloniei. În 1975 reformele administrative au desființat powiatele în Polonia. În 1999 guvernul lui Jerzy Buzek a restabilit powiatul Rybnik, împreună cu alte powiate. 

## Geografie
Powiatul Rybnik este situat în mare parte în Câmpia Rybnik, o mică porțiune din extremitatea vestică face parte din Câmpia Sileziei și o parte din zona de est marchează Silezia Montană. O parte a powiatului este încorporat, de asemenea, în Parcul Peisagistic Rudy. 
Powiatul este împărțit în cinci gmine (o gmină urban-rurală și patru gmine rurale):
- Gmina Czerwionka-Leszczyny (partea de est, inclusiv singurul oraș al powiatului - Czerwionka-Leszczyny)
- Gmina Świerklany (partea de sud)
- Gmina Lyski (partea de vest)
- Gmina Gaszowice (partea de vest)
- Gmina Jejkowice (partea de vest)

## Demografie
La recensământul din 2002 au fost numărați 72.926 locuitori, 25.499 gospodării și 20.362 familii cu domiciliul pe teritoriul powiatului. Erau 18.026 de cupluri căsătorite care trăiau împreună (12.675 dintre ei aveau copii), 210 parteneriate (138 dintre ele aveau copii), 1.805 mame singure și 321 de tați singuri. Gospodăria medie era formată din 2,84 persoane și familia medie din 3,33 persoane.
Erau 22.106 apartamente în powiat cu o mărime medie de 78.0 de metri pătrați. 
Powiatul Rybnik experimentează o creștere constantă a populației. Între anii 2002 și 2011 populația a crescut cu 4,3% până la o populație totală de 76.094 locuitori pe 31 martie 2011. Pe 31 decembrie 2011, populația a fost estimată a fi 76.367 de locuitori (+0.4%).